# Leporella
Leporella est une nouvelle de l'écrivain autrichien Stefan Zweig, publié pour la première fois en France en 1935. Son titre fait écho à Leporello, valet de Don Giovanni dans l'opéra de Mozart.

## Résumé
Vienne, début du XXe siècle. Crescence, originaire du val de Ziller, est une domestique au service d'un couple dont le mari, d'origine aristocratique, est sans le sou tandis que sa femme, fille de marchand, est richissime. Le mariage de ces deux personnes est sans amour, et la situation du ménage est tendue. Crescence, quant à elle, traverse tout cela sans y prêter attention, seulement motivée par l'argent dont elle a besoin pour finir ses jours sans avoir à travailler. Si tout le début de sa vie est marqué par l'absence de l'expression de ses sentiments (on ne l'a, par exemple, jamais vu rire), quelques échanges avec son maître, et notamment son rôle d'entremetteuse alors que sa maîtresse est en voyage pour soulager ses nerfs, lui font prendre goût à la vie. Pour faire plaisir à son maître elle choisit de le débarrasser de sa femme mais le nouveau veuf prend alors sa servante en horreur. Détruite par le chagrin, elle finit par se suicider.

## Éditions françaises
- Les Éditions de l'Ebook malin, nouvelle traduction d'Anaïs Ngo, Collection : La Caverne des introuvables ; 21 juillet 2013,  (ISBN 9782367882499)
- In La Peur, recueil de six nouvelles de Stefan Zweig. Traduction de Alzir Hella. Octobre 2008  (ISBN 2-253-15370-2) (BNF 38924924).